# Wings at the Speed of Sound
Wings at the Speed of Sound (с англ. — «Wings на скорости звука», дословно — «Крылья на скорости звука») — пятый альбом группы Wings, записанный и вышедший в 1976 году после успеха альбомов Band on the Run и Venus and Mars.

## Об альбоме
После серии концертов в Австралии в ноябре 1975 года, группа временно прервала свой концертный тур, а в январе следующего года приехала в студию Эбби Роуд для записи нового альбома. Wings at the Speed of Sound стал первым альбомом Маккартни, записанным в Англии, после Red Rose Speedway. К концу февраля он был готов, и Wings продолжили путешествие, связанное с концертным туром.
В журнале Rolling Stone критик назвал альбом «Днём с семьёй Маккартни» и провёл следующие аналогии:
- композиция «Let 'Em In» — приглашение в дом;
- «Silly Love Songs» — разговор на философские темы с супругами Маккартни;
- «Cook of the House» — обед;
- «The Note You Never Wrote», «Wino Junko» — знакомство с друзьями Маккартни[1].

## Новые выпуски
В 1993 году альбом был заново отредактирован и выпущен на компакт-диске. Были добавлены три новых композиции.

## Список композиций
Слова и музыка всех песен — написаны Полом и Линдой Маккартни, исключения отмечены ниже.
| №  | Название                                                                                     | Длительность |
| -- | -------------------------------------------------------------------------------------------- | ------------ |
| 1. | «Let 'Em In»                                                                                 | 5:10         |
| 2. | «The Note You Never Wrote» (ведущий вокал — Дэнни Лэйн)                                      | 4:19         |
| 3. | «She's My Baby»                                                                              | 3:06         |
| 4. | «Beware My Love»                                                                             | 6:27         |
| 5. | «Wino Junko» (написана Джимми Маккалоком и Колином Алленом, ведущий вокал — Джимми Маккалок) | 5:19         |

| №   | Название                                                      | Длительность |
| --- | ------------------------------------------------------------- | ------------ |
| 6.  | «Silly Love Songs»                                            | 5:53         |
| 7.  | «Cook of the House» (ведущий вокал — Линда Маккартни)         | 2:37         |
| 8.  | «Time to Hide» (написана Дэнни Лэйном, он же — ведущий вокал) | 4:32         |
| 9.  | «Must Do Something About It» (ведущий вокал — Джо Инглиш)     | 3:42         |
| 10. | «San Ferry Anne»                                              | 2:06         |
| 11. | «Warm and Beautiful»                                          | 3:12         |

| №   | Название                                                        | Длительность |
| --- | --------------------------------------------------------------- | ------------ |
| 12. | «Walking in the Park with Eloise» (написана Джеймсом Маккартни) | 3:07         |
| 13. | «Bridge over the River Suite»                                   | 3:12         |
| 14. | «Sally G»                                                       | 3:37         |

## Участники записи
- Пол Маккартни — вокал, бас-гитара, гитара, клавишные
- Линда Маккартни — вокал, клавишные
- Дэнни Лэйн — вокал, гитара, электрогитара, акустическая гитара, фортепьяно, бас-гитара
- Джимми Маккалок — гитара, вокал, электрогитара, акустическая гитара, бас-гитара
- Джо Инглиш — барабаны, вокал
- Тони Дорси — тромбон
- Таддеус Ричард — саксофон, кларнет, флейта
- Стив Ховерд — труба, флюгельгорн
- Хоуви Кэйси — саксофон

## Чарты
| 1976/77                                | Место |
| -------------------------------------- | ----- |
| Australian Kent Music Report Chart     | 2     |
| Canadian RPM 100 Top Albums Chart      | 1     |
| Dutch Mega Albums Chart                | 3     |
| French SNEP Albums Chart               | 1     |
| Italian Albums Chart                   | 8     |
| Japanese Oricon LP Chart               | 4     |
| New Zealand Albums Chart               | 2     |
| Norwegian VG-lista Albums Chart        | 2     |
| Swedish Albums Chart                   | 7     |
| UK Albums Chart                        | 2     |
| U.S. Billboard 200                     | 1     |
| West German Media Control Albums Chart | 32    |

| 1976                               | Место |
| ---------------------------------- | ----- |
| Australian Albums Chart            | 9     |
| Канада (RPM Year-End)              | 2     |
| Italian Albums Chart               | 37    |
| Japanese Albums Chart              | 40    |
| UK Albums Chart                    | 10    |
| США (Billboard Top Popular Albums) | 3     |

| Регион                                                          | Сертификация | Кол-во продаж |
| --------------------------------------------------------------- | ------------ | ------------- |
| Франция                                                         | Золото       | 343900        |
| Япония                                                          |              | 79000         |
| Великобритания (Британская ассоциация производителей фонограмм) | Золото       | 100000        |
| США (Американская ассоциация звукозаписывающих компаний)        | Платина      | 1000000       |